# Хохлов, Юрий Степанович
Юрий Степанович Хохлов (род. 1952) — математик, доктор физико-математических наук, профессор кафедры математической статистики факультета ВМК МГУ, заведующий кафедрой теории вероятностей и математической статистики Российского университета дружбы народов.

## Биография
Родился 1 марта 1952 года в Горьком. Окончил среднюю школу № 40 с физико-математическим уклоном в г. Горьком (1969), механико-математический факультет Горьковского государственного университета им. Н. И. Лобачевского по специальности «Прикладная математика» — с отличием (1974). Обучался в докторантуре отдела теории вероятностей и математической статистики Математического института им. В. А. Стеклова РАН (1991–1994).
Кандидат физико-математических наук (1984), тема диссертации: «Предельные теоремы для случайных величин, связанных с группой евклидовых
движений» (научный руководитель В. М. Максимов). Доктор физико-математических наук (1996), тема диссертации: «Устойчивые распределения и
их обобщения: структура и предельные теоремы». Ученое звание — профессор (1997).
Заслуженный работник высшей школы Российской Федерации (2002). Член Московского математического общества. Член редколлегий научных журналов: «Нечёткие системы и мягкие вычисления», «Вестник Тверского госуниверситета» и «Вестник Российского университета дружбы народов»;
межвузовского сборника научных трудов «Статистические методы оценивания и проверки гипотез» (Пермский госуниверситет) и сборника научных
трудов «Сложные системы: обработка информации, моделирование и оптимизация» (Тверской госуниверситет). Входил в состав научно-издательского
совета энциклопедии «Вероятность и математическая статистика».
После окончания университета работал ассистентом кафедры математической физики Горьковского госуниверситета (1974—1976). Работал в Калининском (ныне Тверском) госуниверситете (1976—2007), где заведовал кафедрой математической статистики и эконометрики (2000–2007). Заведующий кафедрой теории вероятностей и математической статистики Российского университета Дружбы народов (с 2007). В Московском университете работает с 1994 года по совместительству на кафедре математической статистики факультета ВМК в должностях доцента, профессора.
Область научных интересов: устойчивые распределения и их обобщения на группах и линейных пространствах, а также характеризационные
задачи и предельные теоремы, приводящие к ним; актуарная и финансовая математика, моделирование трафика телекоммуникационных систем. 
Хохловым разработан метод сведения предельных теорем для распределений вероятностей на группах к аналогичным задачам на алгебрах Ли, т.е. на линейных пространствах. Это позволило дать полное описание областей притяжения устойчивых распределений на группах. Построены новые модели телетрафика, позволяющие описать некоторые новые эффекты, которые были отмечены в экспериментальных исследованиях современных телекоммуникационных систем. В процессе этой работы был выделен новый класс случайных процессов, существенно расширяющий класс самоподобных процессов. Предложена многомерная модель коллективного риска с зависимыми компонентами.
Хохлов читает лекционные курсы: «Теория вероятностей и математическая статистика», «Теория случайных процессов», «Актуарная математика», «Теория оптимального портфеля ценных бумаг», «Финансовая инженерия», «Эконометрика», «Многомерный статистический анализ», «Моделирование трафика современных телекоммуникационных систем».
Подготовил 4 кандидатов наук. Автор более 100 научных работ.